# Böddiger
Böddiger ist einer von 16 Stadtteilen der Stadt Felsberg im nordhessischen Schwalm-Eder-Kreis.

## Geografie
Das Dorf liegt an einem Südhang rund 1 km nördlich der Kernstadt an der Ems, etwa 1,5 km vor deren Einmündung in die Eder.  Nachbarorte sind Altenbrunslar, Neuenbrunslar, Felsberg und Niedervorschütz. Durch den Ort führt die Landesstraße L 3426 von Felsberg nach Neuenbrunslar; im Ort treffen die Kreisstraße K 3, aus dem nördlich gelegenen Deute kommend, und die K 8, westlich von Niedervorschütz herbeiführend, auf die L 3426.

## Geschichte
Die älteste bekannte schriftliche Erwähnung von Böddiger (Bodegernun, Bodengernun, Bodigernun, Bodogernun) findet sich in einer Urkunde des Klosters Hasungen aus dem Jahre 1074.
Zum 1. Februar 1971 fusionierten im Zuge der Gebietsreform in Hessen die Gemeinden Böddiger und Lohre mit der Stadt Felsberg freiwillig zur erweiterten Stadt Felsberg. Für Böddiger wurde, wie für alle eingegliederten ehemals eigenständigen Gemeinden von Felsberg, ein Ortsbezirk  mit Ortsbeirat und Ortsvorsteher nach der Hessischen Gemeindeordnung gebildet.

## Bevölkerung
Einwohnerstruktur 2011
Nach den Erhebungen des Zensus 2011 lebten am Stichtag, dem 9. Mai 2011, in Böddiger 564 Einwohner. Darunter waren 6 (1,1 %) Ausländer. Nach dem Lebensalter waren 90 Einwohner unter 18 Jahren, 240 zwischen 18 und 49, 132 zwischen 50 und 64 und 99 Einwohner waren älter. Die Einwohner lebten in 237 Haushalten. Davon waren 69 Singlehaushalte, 60 Paare ohne Kinder und 81 Paare mit Kindern, sowie 24 Alleinerziehende und keine Wohngemeinschaften. In 54 Haushalten lebten ausschließlich Senioren und in 165 Haushaltungen lebten keine Senioren.
Einwohnerentwicklung
Im Ort leben heute ca. 500 Einwohner. Im Jahre 1585 wurden 37 Haushaltungen gezählt, im Jahre 1747 deren 42. 1895 war die Einwohnerzahl dann bereits auf 435 gewachsen, und sie blieb danach bis zum Zweiten Weltkrieg nahezu unverändert. Erst danach gab es wieder einen Anstieg in der Einwohnerstatistik, ausgelöst durch den Zuzug von Ausgebombten und Heimatvertriebenen.
| Böddiger: Einwohnerzahlen von 1834 bis 2020 | Böddiger: Einwohnerzahlen von 1834 bis 2020 | Böddiger: Einwohnerzahlen von 1834 bis 2020 | Böddiger: Einwohnerzahlen von 1834 bis 2020 | Böddiger: Einwohnerzahlen von 1834 bis 2020 |
| --- | ------------------------------------------- | ------------------------------------------- | ------------------------------------------- | ------------------------------------------- |
| Jahr |                                             |                                             |                                             | Einwohner                                   |
| 1834 | 1834                                        |                                             | 473                                         | 473                                         |
| 1840 | 1840                                        |                                             | 496                                         | 496                                         |
| 1846 | 1846                                        |                                             | 517                                         | 517                                         |
| 1852 | 1852                                        |                                             | 504                                         | 504                                         |
| 1858 | 1858                                        |                                             | 465                                         | 465                                         |
| 1864 | 1864                                        |                                             | 478                                         | 478                                         |
| 1871 | 1871                                        |                                             | 498                                         | 498                                         |
| 1875 | 1875                                        |                                             | 458                                         | 458                                         |
| 1885 | 1885                                        |                                             | 475                                         | 475                                         |
| 1895 | 1895                                        |                                             | 435                                         | 435                                         |
| 1905 | 1905                                        |                                             | 438                                         | 438                                         |
| 1910 | 1910                                        |                                             | 448                                         | 448                                         |
| 1925 | 1925                                        |                                             | 485                                         | 485                                         |
| 1939 | 1939                                        |                                             | 437                                         | 437                                         |
| 1946 | 1946                                        |                                             | 797                                         | 797                                         |
| 1950 | 1950                                        |                                             | 727                                         | 727                                         |
| 1956 | 1956                                        |                                             | 540                                         | 540                                         |
| 1961 | 1961                                        |                                             | 492                                         | 492                                         |
| 1967 | 1967                                        |                                             | 515                                         | 515                                         |
| 1980 | 1980                                        |                                             | ?                                           | ?                                           |
| 1990 | 1990                                        |                                             | ?                                           | ?                                           |
| 2000 | 2000                                        |                                             | ?                                           | ?                                           |
| 2007 | 2007                                        |                                             | 566                                         | 566                                         |
| 2011 | 2011                                        |                                             | 564                                         | 564                                         |
| 2014 | 2014                                        |                                             | 521                                         | 521                                         |
| 2020 | 2020                                        |                                             | 601                                         | 601                                         |
| Datenquelle: Historisches Gemeindeverzeichnis für Hessen: Die Bevölkerung der Gemeinden 1834 bis 1967. Wiesbaden: Hessisches Statistisches Landesamt, 1968. Weitere Quellen: Stadt Felsberg:; Zensus 2011 |                                             |                                             |                                             |                                             |

Historische Religionszugehörigkeit
| • 1885: | 475 evangelische (= 100 %) Einwohner                              |
| • 1961: | 457 evangelische (= 92,89 %), 29 katholische (= 5,89 %) Einwohner |

## Politik
Für Böddiger besteht ein Ortsbezirk (Gebiete der ehemaligen Gemeinde Böddiger) mit Ortsbeirat und Ortsvorsteher nach der Hessischen Gemeindeordnung.
Der Ortsbeirat besteht aus sieben Mitgliedern. Bei den Kommunalwahlen in Hessen 2021 betrug die Wahlbeteiligung zum Ortsbeirat 57,68 %. Alle Kandidaten gehörten der „Gemeinschaftsliste Böddiger“ an. Der Ortsbeirat wählte Bernd Steller zum Ortsvorsteher.

## Kultur und Sehenswürdigkeiten

### Kirche

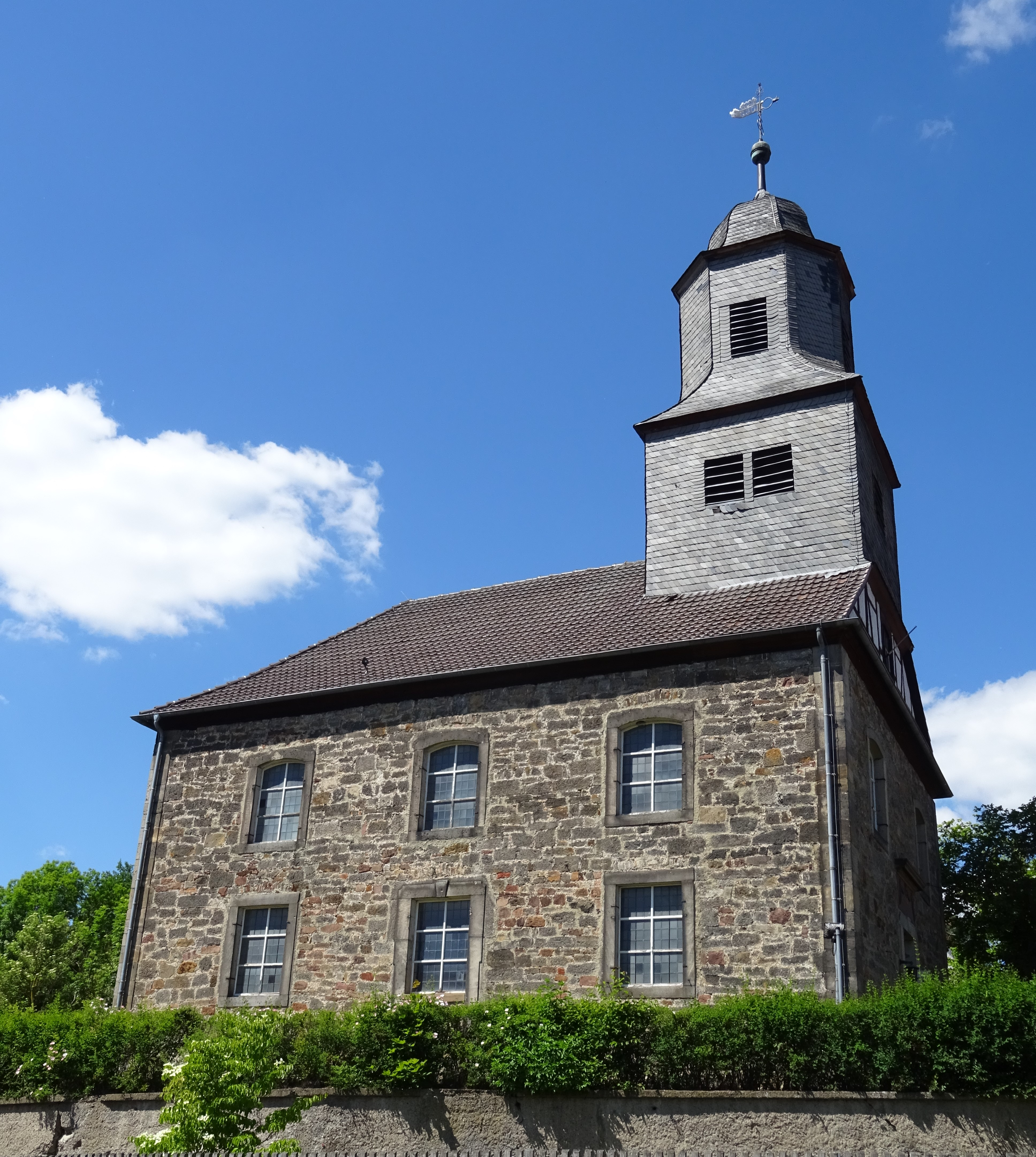
Ortskirche

Die denkmalgeschützte evangelische Dorfkirche wurde 1799 an Stelle einer Vorgängerkirche errichtet. Der schlichte Saalbau ist mit einem hohen Haubendachreiter bekrönt. Der Taufstein mit Blendmaßwerk stammt aus der Mitte des 15. Jahrhunderts, die Orgel wurde in der ersten Hälfte des 18. Jahrhunderts gebaut. Das Lesepult mit Negativrelief von 1999, passend zum Sandsteinrelief über der Eingangstür mit dem Symbol Gerechtigkeit, Frieden und Bewahrung der Schöpfung der Gebrüder Franke aus Felsberg aus dem Jahr 1982, stammt vom Kasseler Holzbildhauer Andreas Tollhopf. Im Turm hängen drei Glocken.

### Der nördlichste Weinberg Hessens

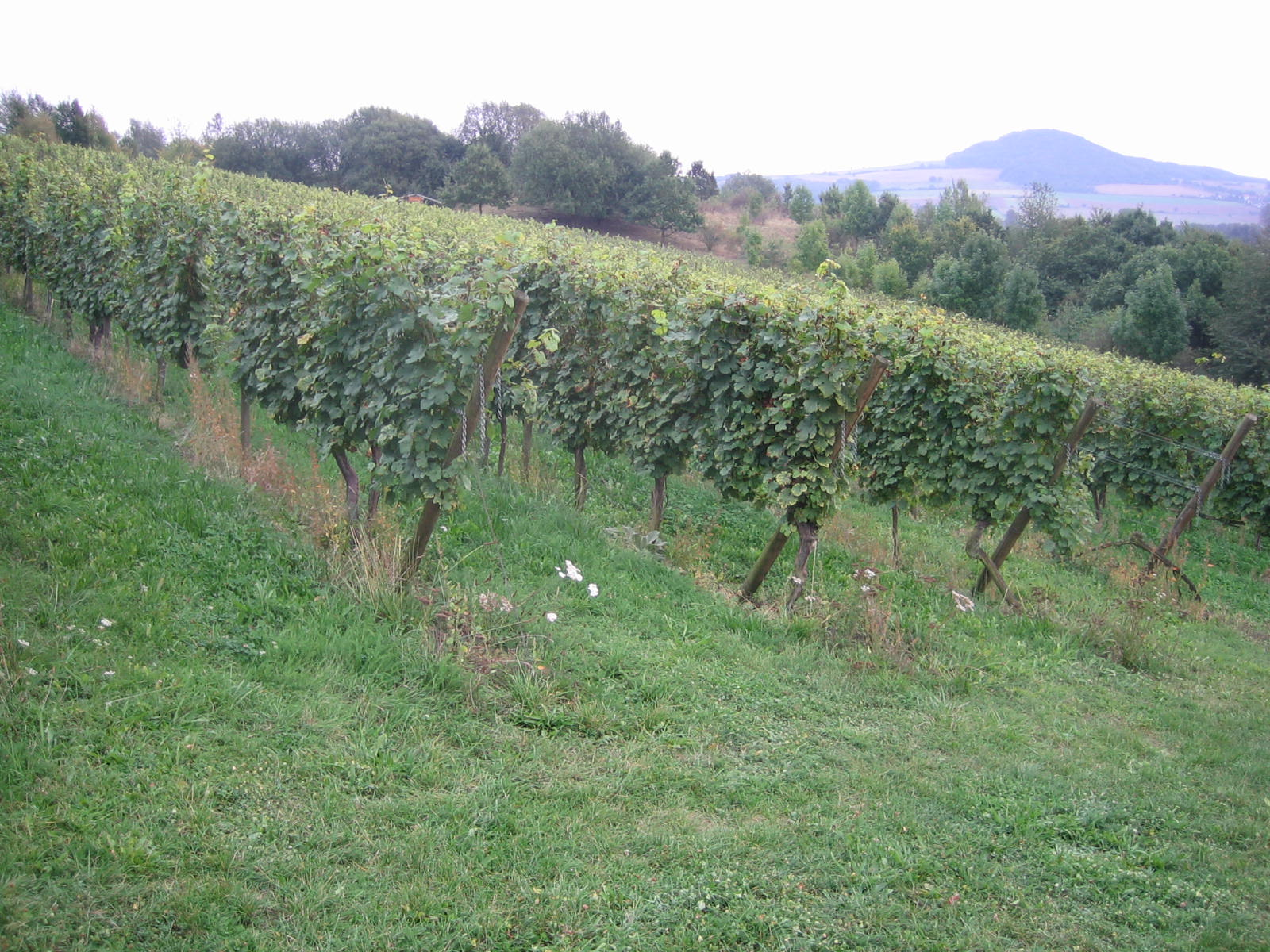
Böddiger Berg mit dem Heiligenberg rechts im Hintergrund

Knapp 1 km nordöstlich des Dorfs, am Südosthang zwischen der L 3426 und der Ems, liegt der Böddiger Berg, die nördlichste offiziell anerkannte Weinlage in Hessen. Sie gehört zum Rheingau. Angebaut werden die Rebsorten Ehrenfelser, Riesling, Silvaner und Kerner auf einem Untergrund aus Lava-Basaltgestein. Der Wein wird nach der Lese zum Hessischen Staatsweingut in Eltville am Rhein gebracht und dort gekeltert, ausgebaut und auf Flaschen gezogen.

### Naturschutzgebiet Reiherteiche
Östlich des Dorfs, in der Talaue zwischen Eder und Ems, eingefügt in einer Biegung der Eder und im Mündungsbereich der Ems, befindet sich das 1983 geschaffene Naturschutzgebiet „Reiherteiche“, ein bedeutendes Rast- und Brutgebiet für Wat- und Wasservögel. Es handelt sich dabei um einen relativ flachen See mit durchschnittlich 1,80 m und maximal 3 m Wassertiefe. Er wurde aus einem ausgebeuteten Kiesteich geschaffen, um die Lebensräume von Tieren und Pflanzen eines natürlichen Altarmes mit offenen Kiesflächen, flachen Ufern, zwei gebaggerten Inseln, mehreren schwimmenden Inseln, Verlandungszonen, Flachwasserzonen und offenen Wasserflächen entstehen zu lassen und zu schützen. Um eine natürliche Auendynamik zu simulieren, wurde eine Absenkung des Ederufers mit gleichzeitiger Sohlschwelle als Zufluss bei Hochwasser sowie ein schleusengeregelter Abfluss geschaffen.

## Therapiezentrum der Drogenhilfe
Etwa 5 Hektar des einstigen Weinbergs sind seit 1990 im Besitz der Drogenhilfe Nordhessen e. V., die das Areal mit Hilfe des Hessischen Sozialministeriums übernahm und dort seitdem in der Fachklinik Böddiger Berg eine Therapieeinrichtung für suchtmittelgefährdete oder -abhängige Menschen betreibt. Da Weinbau nicht mit den Zielen einer Einrichtung für Drogenabhängige im Einklang stehe, wurde ein Großteil der Rebflächen stillgelegt und gerodet. Lediglich auf den zwei Hektar, die der „Förderverein Böddiger Berg e. V.“ 1992 pachtete, wird seitdem weiterhin Weinbau auf ökologischer Basis betrieben.